# Parasigmoidella reticulata
Parasigmoidella reticulata es una especie de cucaracha del género Parasigmoidella, familia Ectobiidae.

## Distribución
Esta especie se encuentra en Seychelles.